# Bandeira de Maranguape
A bandeira de Maranguape é um dos símbolos do município de Maranguape, estado do Ceará.